# Lloro de Rodrigues
El lloro de Rodrigues (Necropsittacus rodricanus) és un ocell extint de la família dels psitàcids que ha estat considerat l'única espècie del gènere Necropsittacus Milne-Edwards, 1874. 

Aquest lloro va ser esmentat per primera vegada per François Leguat en les seves memòries de 1708. Més tard altres observadors la van esmentar també a la seva illa de Rodrigues. La descripció per a la ciència la va fer Alphonse Milne-Edwards, ja únicament amb material fòssil.